# Tramvaj
Tramvaj (eng. tramway) je električno vozilo za gradski prijevoz putnika koje se kreće po tračnicama. Glavni pogon ostvaruje preko elektromotora koji mogu biti istosmjerni serijski motori ili trofazni asinkroni motori. Napajanje pogonskih motora vrši se kontaktnom električnom mrežom preko krovnog oduzimača struje (pantograf), a zatvara strujni krug tračnicama koje služe kao povratni vod. Krovni oduzimač struje u stalnoj je vezi s kontaktnom istosmjernom mrežom napona 600 V (750). U prošlosti su se kao načini pogona koristili komprimirani zrak (tzv. Mekarski sustav) i konji za vuču (konjski tramvaj) te dizelski motori, ali se to pokazalo neefikasno i neekonomično.
Najdulja tramvajska linija na svijetu jest Belgijski obalni tramvaj koji povezuje pet primorskih općina i gradova - od flamanske općine Knokke sve do valonskog gradića Adinkerke. Ukupna je dužina ove međugradske linije 68 km.

## Podjela tramvaja
Osnovna podjela:
- dvoosovinski s jednodijelnom karoserijom
- četveroosovinski (dva okretna postolja) s jednodijelnom karoserijom
  - četveroosovinski s dvodjelnom karoserijom
- šesteroosovinski (tri okretna postolja) s dvodijelnom karoserijom
  - šesteroosovinski s trodijelnom karoserijom
- osmeroosovinski (četiri okretna postolja) s trodijelnom karoserijom

- suvremene izvedbe (kao CroTram)

Podjela po vrsti vuče:
- konjski tramvaj
- parni tramvaj
- vučeni kabelima (eng. cable-car)
- električni

Podjela po egzotičnim načinima vuče koji su postojali u povijesti:
- plinski, dizel (nedostatak: buka)
- komprimirani zrak (nedostatak: malen domet i slaba snaga, potrebno često punjenje zrakom)
- baterije (nedostatak: malen domet)

Podjela po dometu:
- gradski
- prigradski (povezuju naselja)
- međugradski (povezuje gradove)

## Usporedba s drugim sredstvima gradskog prijevoza
U usporedbi s trolejbusom električno je vozilo koje se kreće po tračnicama. Zamijeniti ga autobusom na fosilna goriva korisno je samo na manje frekventim linijama. U velikim gradovima tramvaj je ipak najpraktičnije masovno prijevozno sredstvo. Uzrokuje puno manje onečišćenje zraka u urbanim sredinama i razina buke mnogo je manja od autobusa na fosilno gorivo. Podzemna željeznica isplati se samo kod velikih gustoća naseljenosti i dovoljne udaljenosti među pojedinim stanicama. Laka gradska željeznica pojam je koji može kombinirati i tramvajski podsustav i kao takva drži se stupnjem evolucije. 
Magnetska levitacija egzotični je način gradskog prijevoza.

### Srodna vozila
Tramvaji na gumama (eng. Rubber-tyred trams) vozila su koja se kreću na gumama, ali se služe tračnicom vodilicom. Ponekad se koriste za zatvaranje strujnog kruga, a ponekad se strujni krug zatvara kroz dvije žice na principu trolejbusa. Često izvana imaju izgled tramvaja, ali im kretanje po tračnicama služi isključivo za vođenje smjera. Neka od njih mogu napustiti tračnice, a neka su tehnološki vezani uz vođenu trasu. Ovaj oblik javnog prijevoza se uvodi u sve više gradova na pojedinim linijama zbog svoje fleksibilnosti i dobrih svojstava kao tramvaja (npr. sustav Translohr). Ova vrsta tramvaja također je poznata pod imenom Guided bus (vođeni autobus).   Arhivirana inačica izvorne stranice od 19. kolovoza 2013. (Wayback Machine)
Tram-train (eng. tramvajski vlak) vozila su koja služe kao oblik lake gradske željeznice koja kombinira fleksibilnost tramvaja s većim kapacitetom putnika i brzinom vlaka.
Prvotni se pogon koristio kabelima (tzv. cable-car), kabel bi se između tračnica pomicao iz strojarnice u zgradi (prematanjem), a tramvaj se pomoću uređaja kačio na kabel i otkačivao kada se željelo stajati. Sustavi ovakve vrste postoje danas samo u manjem obujmu i uglavnom služe kao turistička atrakcija (npr. San Francisco cable-car).

## Vrste elektrifikacije
Glavna je tramvajska vrsta elektrifikacije električni vod koji je razapet iznad vozila. U povijesti su postojali i još postoje i neki egzotičniji načini elektrifikacije koji uključuju neki oblik treće šine, ali s posebnim mjerama zaštite. Naponi koji se koriste rijetko prelaze 600V, a vrlo rijetko 750V.

## Tramvajska mreža u Hrvatskoj
U Hrvatskoj tramvaj u gradskom prijevozu koriste jedino gradovi Zagreb i Osijek. U prošlosti su ga imali i Dubrovnik, Pula, Rijeka, Opatija i Velika Gorica.

### Zagreb
U Zagrebu je konjski tramvaj uveden 5. rujna 1891. Imao je vozni park od 10 otvorenih i 6 zatvorenih kola, a do 1910. godine povećao se na ukupno 38 kola. Prvi električni tramvaj pušten je u promet 18. kolovoza 1910. Danas tramvajska mreža ima ukupnu dužinu od 116 km (širina tramvajskog kolosjeka jest 1000 mm). Promet je organiziran u 15 dnevnih i 4 noćne linije. Operater tramvajskog prometa u Zagrebu podružnica je Zagrebačkog Holdinga d.o.o. Zagrebački električni tramvaj.

### Osijek
U Osijeku prijevoz putnika tramvajem obavlja gradsko trgovačko društvo Gradski prijevoz putnika Osijek‎ na dvije tramvajske linije.

### Ukinute tramvajske linije
- Dubrovnik (DEŽ - Dubrovačka Električna Željeznica) - ukinuto zbog jeftinije opcije autobusnog prijevoza. Dubrovnik je imao razgranatiju i razvijeniju mrežu za ono vrijeme. Specifičnost je bio i teren koji je vrlo brdovit. Tramvaj je ukinut krajem 70-tih godina.
- Pula (Pulapromet) - dvije linije, ukinut nakon I. svjetskog rata, 16. travnja 1934.
- Opatija - (trasa linije: Matulji-Opatija-Lovran), ukinut zbog nerentabilnosti 1935.
- Rijeka (Autotrolej) - ukinut u korist jeftinijeg autobusnog prometa (prvo trolejbus, zatim dizelski autobus).
- Velika Gorica - mini linija (konjski tramvaj), ukinut 1937.

## Niskopodni tramvaj
Niskopodni tramvaj oznaka je za tramvaje koji imaju spušten pod. To znači da nemaju stepenica u prijelazima vrata i unutrašnjosti tramvaja. Postoje i tramvaji kojima je samo jedan dio niskopodan, obično smješten u sredini.

## Premetro
Franc. Premetro, njem. U-Straßenbahn, rus. Metrotram kolokvijalni su nazivi za dijelove tramvajskih transportnih sustava čija je trasa djelomično ili u potpunosti u tunelima ili pod zemljom. Tamo gdje količina prevezenih putnika ne opravdava izgradnju pune podzemne željeznice, ali prometno zagušenje opravdava spuštanje dijela trase pod zemlju (posebno u središtima grada) i otežava ili onemogućava ravnomjerno kretanje i/ili izaziva velika kašnjenja, opravdan je ovakav oblik vođenja tramvajske trase. Dijelovima u tunelima koristi se po standardima lake gradske željeznice, posebno zato što nema križanja u razini s cestovnim vozilima (automobilski promet). Neki gradovi koriste i Rubber-tyred metro (tramvaje na gumama).
Primjeri Premetro sustava u svijetu:
- Antwerpen Pre-metro Belgija
- Bruxelles Metro Belgija Podzemni Tramvaj - Premetro u Briselu
- Frankfurt U-Bahn Njemačka
- Volgograd Metrotram Rusija
- Kryvyi Rih Metrotram Ukrajina
- SEPTA Subway-Surface Trolley Lines Sjedinjene Američke Države
- San Diego Trolley Green Line Sjedinjene Američke Države
- Krakowski Szybki Tramwaj Poljska
- Charleroi Pre-metro Belgija
- Porto Metro Portugal

## Slike tramvaja u Hrvatskoj
- TMK 101 u Zagrebu
- ČKD Tatra KT4, tip 301 u Zagrebu
- ČKD Tatra T4, tip 401 u Zagrebu
- Düwag GT-6, tip 901 u Zagrebu
- TMK 2100 u Zagrebu
- Novi niskopodni tramvaj TMK 2200
- Stari tramvaj u Osijeku, prije modernizacije
- Modernizirani tramvaj tipa ČKD Tatra T3 u Osijeku s prednje strane
- Modernizirani tramvaj tipa ČKD-Tatra T3R.PV u Osijeku sa stražnje strane
- Stari Dubrovački tramvaj u Tehničkom muzeju u Zagrebu
- Tramvaj u Puli
- M-24 božićni povijesni tramvaj

## Tramvaji Tatra
Tramvaji Tatra izrađivani su u češkoj tvornici ČKD.U javnom su prijevozu tramvajskih sustava bili u bivšoj Jugoslaviji, bivšoj Čehoslovačkoj, bivšem Sovjetski Savez, Rumunjska, Bugarskoj itd.
Najprodavaniji tramvaj na svijetu jest Tatra T3.

## Vanjske poveznice
- Crotram
- Zagrebački električni tramvaj
- Gradski prijevoz putnika Osijek
- Povijest Dubrovačkog Tramvaja
- Tramvaj Hrvatska tehnička enciklopedija, portal hrvatske tehničke baštine. LZMK

### Tematske poveznice
- Informacije o svemu vezanom za tračnice  Arhivirana inačica izvorne stranice od 17. prosinca 2007. (Wayback Machine)